# El anillo (novela)
El Anillo es un libro de literatura romántica del siglo XX, su autora es Danielle Steel, fue publicado en el año 1980.

## Sinopsis
Corren los años de la Segunda Guerra Mundial en la Alemania nazi, Kassandra, la señora de un importante banquero (Walmar Von Gotthard) se enamora de un escritor  (Dolff Sterne), los nazis detienen al novelista por ser judío y lo matan, Kassandra inmediatamente al conocer la noticia y sentir que no quedaban razones para seguir viviendo, decide suicidarse en la toma de su cuarto de baño, dejando a Walmar solo con sus dos hijos (Ariana y Gerhard).
La situación en Alemania se torna muy difícil por el avance de la guerra y el crecimiento del partido nazi, tras cumplir 16 años, Gerhard es convocado por el Ejército Alemán que perdía la guerra contra los aliados, Walmar crea un plan que consiste en irse del país con su hijo varón, dejando sola con una fachada a Ariana  y con la promesa de que pronto regresará por ella para encontrarse con su hermano en Suiza, pasan los días y Ariana es descubierta por sus criados en su fachada, su mayordomo y niñera llaman a un oficial nazi y Ariana es aprehendida y encarcelada hasta que su padre regrese, sin embargo nunca pasa y es dispuesta para trabajar para el ejército nazi.
Durante su cautiverio conoce a Manfred Von Tripp, un oficial nazi que la salva de ser violada por un teniente nazi y formar parte del harén de un general. 
Ariana lo ha perdido todo, su familia,  bienes, su dignidad, y sólo es hasta que se enamora de su salvador (Manfred) que recupera las ganas y el deseo de vivir. Manfred le pide a Ariana que sea su esposa la noche de Navidad y meses más tarde materializan la unión.
Manfred es consciente de que su posición  como oficial del ejército nazi no será fácil cuando Alemania pierda inminentemente la guerra, motivo por el cual, diseña un plan para que Ariana logré escapar cuando Alemania haya caído. 
La rendición alemana es anunciada por radio y Ariana sabe que llegó la hora, pero antes decide buscar a su esposo, toma el auto que éste  le había regalado días antes y se dirige al Reichstag, donde lo encuentra apilados con otros cadáveres.
Sin fuerza Ariana decide cumplir la promesa a su esposo de huir de Alemania hacia París en busca de ayuda, tras muchos sufrimientos logra llegar a Estados Unidos, el único recuerdo que lleva consigo es el anillo de su madre, su anillo de compromiso y el sello de su marido; sin embargo, su nueva vida traerá muchos tropiezos, una familia que la cree judía y la apadrina por tal motivo, un nuevo amor, una nueva desilusión, mucho dolor, pero al final encontrará el camino que unirá su pasado con su presente.